# پرواز شماره ۱۰۳ پان‌آم
پرواز شماره ۱۰۳ یکی از پروازهای دائمی پان امریکن ورلد ایرویز بر فراز اقیانوس اطلس از فرانکفورت به مقصد دیترویت، با توقف‌هایی در فرودگاه هیترو لندن و فرودگاه جان اف کندی بود که در روز چهارشنبه، ۲۱ دسامبر ۱۹۸۸ با هواپیمای بوئیگ ۷۴۷–۱۲۱ با شماره دم N739PA انجام می‌گرفت و در مسیر توسط بمب با ۲۴۳ مسافر و ۱۶ نفر خدمه متلاشی شد. ۱۱ نفر از ساکنان لاکربی در جنوب اسکاتلند به هنگام سقوط این هواپیما جان خود را از دست دادند و مجموع قربانیان این حادثه به ۲۷۰ نفر رسید؛ به همین دلیل نیز این حادثه با عنوان سانحه لاکربی نیز شناخته می‌شود.
دولت‌های ایالات متحده آمریکا و بریتانیا، لیبی را مسئول این بمب‌گذاری معرفی کردند که منجر به تحریم‌های بین‌المللی علیه این کشور شد. در سال ۲۰۰۳ لیبی رسماً مسئولیت این بمب‌گذاری را بر عهده گرفت. عبدالباسط المقرحی تنها فردی است که برای این حملهٔ تروریستی محکوم شده‌ است.
در مارس ۲۰۱۴ شبکه الجزیره در قطر فیلم مستندی پخش کرد که در آن ادعا شد دولت ایران در این بمب‌گذاری نقش داشته‌ است. همچنین خبرگزاری‌هایی چون رادیو فردا، العربیه به نقل از منابعی مدعی شده‌اند که بوئینگ ۷۴۷ پان امریکن به دستور شخص خمینی و توسط یک گروه شبه نظامی فلسطینی در لندن بمب‌گذاری شده‌ است.